# Teyateyaneng
Teyateyaneng – miasto w Lesotho; ok. 60 tys. mieszkańców (2011), centrum administracyjne Dystryktu Berea. Czwarte co do wielkości miasto kraju.